# Clubiona basarukini
Clubiona basarukini là một loài nhện trong họ Clubionidae.
Loài này thuộc chi Clubiona. Clubiona basarukini được miêu tả năm 1990 bởi Mikhailov.